# Karl August Ferdinand von Borcke
Karl August Ferdinand von Borcke (né le 18 février 1776 à Stargard-en-Poméranie et mort le 15 décembre 1830 dans la même ville) est un lieutenant général prussien.

## Biographie

### Origine
Il est issu de l'ancienne famille Borcke (de) de Poméranie et est le fils du major prussien Ernst Gottlieb Kurt von Borcke (1757–1816), gentilhomme de Dewsberg, et son épouse Anna Greinert, veuve Hallensleben. Son frère Ernst von Borcke (de) (1774-1838) est un général de division prussien.

### Carrière militaire
D'avril 1787 à avril 1789, il étudie au lycée de Stargard puis l'école des cadets de Berlin pendant un an. En 1790, il rejoint le 36e régiment d'infanterie « von Raumer (de) » de l'armée prussienne en tant que caporal privé et sert comme enseigne dans le bataillon de dépôt à partir de 1793. Engagé dans le régiment en 1794, il est promu sous-lieutenant en juillet 1795. À partir de mai 1802, Borcke occupe le poste de gouverneur de l'Académie militaire de Berlin, dont il, désormais capitaine, devient directeur par intérim en juillet 1809. Promu major en mai 1810, il prend en 1811 le commandement du 1er bataillon de fusiliers du 2e régiment d'infanterie de Poméranie, avec lequel il participe à la campagne de Russie de Napoléon. Pour sa bravoure et ses blessures lors de la bataille de Dahlenkirchen an der Düna près de Riga le 22 août 1812, Borcke reçoit l'ordre Pour le Mérite.
Sous le commandement de Dörnberg, Borcke et son bataillon combattent avec succès lors de la bataille de Lunebourg le 2 avril 1813. Dans cette première grande bataille de la campagne d'Allemagne, Borcke est promu lieutenant-colonel et est récompensé de la croix de fer de 2e classe, créée peu de temps auparavant par le roi Frédéric-Guillaume II. Il est considéré comme le premier à avoir reçu cette distinction,. Le 30 mai 1813, il se distingue comme commandant du bataillon de fusiliers lors de la bataille de l'écluse de Nettelnburg (de). Nommé commandant du régiment d'infanterie de Brandebourg en juillet 1813 et promu colonel en septembre, Borcke participe aux campagnes de 1813/14 et 1815. Lors de la bataille de Leipzig, il obtient la croix de fer de 1re classe, l'ordre de l'Épée et l'ordre de Saint-Vladimir. Le 8 décembre 1813, Borcke reçoit les feuilles de chêne pour le Mérite. En mai 1814, il devient général de division et commandant de brigade. Il combat à la bataille de Ligny puis est affecté aux troupes d'occupation en France jusqu'en 1817. Depuis 1818, il commande la 4e division d'infanterie à Stargard, où il est nommé lieutenant général en 1824.
Le 15 décembre 1830, Borcke a un accident alors qu'il chasse dans la forêt de Friedrichswald et meurt le même jour à Stargard, où il est enterré.

### Famille
En 1806, Borcke se marie avec Ernestine Johanna Christiane von Broesigke (de) (1764-1836), divorcée Le Coq.